# Фаюк Андрій Олексійович
Андрі́й Олексі́йович Фаю́к (нар. 30 вересня 1993, м. Білгород-Дністровський, Одеська область, Україна) — український футболіст, який виступав на позиціях півзахисника та нападника.

## Біографія
Вихованець одеського футболу, а саме СДЮШОР «Чорноморець» (перші тренери — Віктор Голіков і Леонід Гайдаржи). У 2009—2010 роках провів за овідіопольську ДЮСШ у дитячо-юнацькій футбольній лізі України 24 матчі, в яких відзначився двома голами.
На дорослому рівні дебютував у 2012 році, зігравши 5 матчів у Чемпіонаті України серед аматорів за одеський СКА.
У 2013—2021 роках виступав за українські професійні футбольні клуби. За цей період зіграв сумарно 104 матчі, в яких забив 14 голів, у Першій лізі чемпіонату України в складі тернопільської «Ниви», «Гірника-Спорт», «Металіста 1925», «Черкащини» та «Балкан». У Другій лізі провів усього 83 гри (21 гол) за «Реал Фарму», новокаховську «Енергію», сімферопольську «Таврію» і «Любомир». Крім цього, зіграв 7 матчів (1 гол) у Кубку України.
Фаюк був неодноразово включений до символічних збірних: збірної другої частини сезону 2015/16 у Другій лізі, збірної другої частини сезону 2019/20 у Першій лізі за версією SportArena, збірних туру в Першій та Другій лігах за версіями SportArena, Footboom і Football.ua, визнавався джокером туру, найкращим гравцем матчу; гол, забитий Андрієм, визнавався найкращим голом туру тощо.

## Стиль гри
Виступав на позиціях нападника, лівого півзахисника (лівого вінгера), рідше — правого вінгера та центрального атакувального півзахисника.
|  | Хороші дані має Фаюк: він високий, рухливий, технічний, із гарною швидкістю. Грамотний футболіст, з гарною передачею та поставленим ударом. |